# 44e corps d'armée (Allemagne)
Pour les articles homonymes, voir 44e corps d'armée.
Le 44e corps d'armée (en allemand : XXXXIV. Armeekorps) était un corps d'armée de l'armée de terre allemande, la Heer, au sein de la Wehrmacht pendant la Seconde Guerre mondiale.

## Hiérarchie des unités
| Nom          | Nbre d'hommes       | Unités subalternes                | Grade de commandement                 |
| ------------ | ------------------- | --------------------------------- | ------------------------------------- |
| Heeresgruppe | + 300 000           | 2 à + Armeen (Armées)             | Generaloberst ou Generalfeldmarschall |
| Armee        | + 100 000 - 300 000 | 2 à + Armeekorps (Corps d'armées) | General ou Generaloberst              |
| Armeekorps   | + 30 000 - 80 000   | 2 à + Divisionen (Division)       | Generalleutnant ou General            |
| Division     | + 10 000 – 20 000   | 2 à 6 Brigaden (Brigade)          | Generalmajor ou Generalleutnant       |
| Brigade      | + 3 000 – 5 000     | jusqu'à 3 Regimentern (Régiment)  | Oberst ou Generalmajor                |

## Historique
Le XXXXIV. Armeekorps a été créé le 15 avril 1940 dans le Wehrkreis XVII.
En février 1943, son état-major prend le nom de Gruppe Angelis. En août 1944, il est détruit sur le Front de l'Est et est officiellement dissous le 27 septembre 1944.

## Organisation

### Commandants successifs
| Date                               | Grade                  | Commandant            |
| ---------------------------------- | ---------------------- | --------------------- |
| 15 avril 1940 - 10 décembre 1941   | General der Infanterie | Friedrich Koch        |
| 1er janvier 1942 - 26 janvier 1942 | Generalleutnant        | Otto Stapf            |
| 26 janvier 1942 - 30 novembre 1943 | General der Artillerie | Maximilian de Angelis |
| 30 novembre 1943 - 15 janvier 1944 | General der Infanterie | Friedrich Köchling    |
| 15 janvier 1944 - 8 avril 1944     | General der Artillerie | Maximilian de Angelis |

### Chef des Generalstabes
| Date                          | Grade        | Commandant     |
| ----------------------------- | ------------ | -------------- |
| 20 avril 1940 - 1er juin 1942 | Generalmajor | Friedrich Sixt |
| 1er juin 1942 - août 1942     | Oberst i.G.  | Berhard Pampel |
| août 1942 - août 1944         | Oberst i.G.  | Robert Macher  |
| août 1944                     | Oberst i.G.  | Kurt Ferchl    |

### 1. Generalstabsoffizier (Ia)
| Date                      | Grade               | Commandant      |
| ------------------------- | ------------------- | --------------- |
| Mai 1940 - septembre 1941 | Major i.G.          | Hugo Sittmann   |
| Octobre 1941 - avril 1942 | Major i.G.          | Helmut Hecker   |
| Avril 1942 - juin 1944    | Major i.G.          | Horst Albinus   |
| Juin 1944                 | Oberstleutnant i.G. | Josef Müller    |
| 10 juin 1944 - août 1944  | Major i.G.          | Hermann Rödiger |

## Théâtres d'opérations
- France : mai 1940 - juin 1941
- Front de l'Est, secteur Sud : juin 1941 - août 1944

## Ordre de batailles

### Rattachement d'Armées
| Date      | Armée               | Groupe d'Armées         |
| --------- | ------------------- | ----------------------- |
| 1940      |                     |                         |
| Juin      | 6. Armee            | Heeresgruppe B          |
| Juillet   | 18. Armee           | OKH                     |
| Septembre | 4. Armee            | Heeresgruppe B          |
| 1941      |                     |                         |
| Janvier   | 4. Armee            | Heeresgruppe B          |
| Juin      | 6. Armee            | Heeresgruppe Süd        |
| Août      | Panzergruppe 1      | Heeresgruppe Süd        |
| Septembre | 17. Armee           | Heeresgruppe Süd        |
| 1942      |                     |                         |
| Janvier   | 17. Armee           | Heeresgruppe Süd        |
| Juin      | 1. Panzerarmee      | Heeresgruppe Süd        |
| Août      | 1. Panzerarmee      | Heeresgruppe A          |
| Septembre | 17. Armee           | Heeresgruppe A          |
| 1943      |                     |                         |
| Janvier   | 17. Armee           | Heeresgruppe A          |
| 6 octobre | 6. Armee            | Heeresgruppe A          |
| 1944      |                     |                         |
| Janvier   | 3. rumänische Armee | Heeresgruppe A          |
| Mars      | 6. Armee            | Heeresgruppe A          |
| Avril     | 6. Armee            | Heeresgruppe Südukraine |
| Août      |                     |                         |

### Unités subordonnées

#### Unités organiques
- Arko 112
- Korps-Nachrichten-Abteilung 444
- Korps-Nachschubtruppen 444

#### Unités rattachées
22 juillet 1940
- 252. Infanterie-Division
- 168. Infanterie-Division

28 août 1941
- 297. Infanterie-Division
- 68. Infanterie-Division
- 94. Infanterie-Division
- 24. Infanterie-Division

3 septembre 1941
- 297. Infanterie-Division
- 68. Infanterie-Division

10 octobre 1941
- 295. Infanterie-Division
- 257. Infanterie-Division
- 298. Infanterie-Division

31 octobre 1941
- 295. Infanterie-Division
- 257. Infanterie-Division

24 décembre 1941
- 295. Infanterie-Division
- 257. Infanterie-Division
- 298. Infanterie-Division

2 janvier 1942
- 295. Infanterie-Division
- 257. Infanterie-Division
- 298. Infanterie-Division
- 9. Infanterie-Division
- 68. Infanterie-Division

16 février 1942
- 257. Infanterie-Division
- 97. leichte Division
- 68. Infanterie-Division

5 mars 1942
- 257. Infanterie-Division
- 97. leichte Division
- 68. Infanterie-Division

24 juin 1942
- 257. Infanterie-Division
- 101. leichte Division
- 97. leichte Division
- 68. Infanterie-Division

22 décembre 1942
- 101. Jäger-Division
- 198. Infanterie-Division

11 janvier 1943
- 97. Jäger-Division
- 125. Infanterie-Division
- slowakische schnelle Brigade
- 6. rumänische Division
- 9. rumänische Division

5 février 1943
- 97. Jäger-Division
- 101. Jäger-Division
- 198. Infanterie-Division
- 125. Infanterie-Division

8 mars 1943
- 97. Jäger-Division
- 101. Jäger-Division
- 19. rumänische Division
- 3. rumänische Gebirgs-Division
- 9. Infanterie-Division

28 mars 1943
- 97. Jäger-Division
- 101. Jäger-Division
- 19. rumänische Division
- 9. Infanterie-Division

6 mai 1943
- 97. Jäger-Division
- 79. Infanterie-Division
- 101. Jäger-Division
- 3. rumänische Division
- 10. rumänische Division
- 9. Infanterie-Division

25 juin 1943
- 97. Jäger-Division
- 79. Infanterie-Division
- 101. Jäger-Division
- 3. rumänische Division
- 10. rumänische Division

7 juillet 1943
- 97. Jäger-Division
- 79. Infanterie-Division
- 101. Jäger-Division
- 3. rumänische Division
- 10. rumänische Division
- 98. Infanterie-Division
- 125. Infanterie-Division

8 octobre 1943
- 111. Infanterie-Division
- 15. Luftwaffen-Feld-Division
- 336. Infanterie-Division
- 24. rumänische Division
- 4. rumänische Gebirgs-Division

26 décembre 1943
- 4. Gebirgs-Division
- 101. Jäger-Division
- 73. Infanterie-Division
- 153. Feldausbildungs-Division

15 mai 1944
- 11. Panzer-Division
- 10. Infanterie-Division
- 282. Infanterie-Division
- Korps-Abteilung F

## Sources
- XXXXIV. Armeekorps sur Lexikon-der-wehrmacht.de